# 31 ottobre
Il 31 ottobre è il 304º giorno del calendario gregoriano (il 305º negli anni bisestili). Mancano 61 giorni alla fine dell'anno.

## Eventi
- 475 – Romolo Augustolo è proclamato imperatore romano d'Occidente
- 802 – Viene deposta l'imperatrice d'Oriente Irene; al suo posto diventa imperatore il ministro delle finanze Niceforo il Logoteta
- 1284 – Venezia conia il suo primo ducato d'oro
- 1512 – Michelangelo Buonarroti finisce la decorazione della volta della Cappella Sistina a Roma
- 1517 – Riforma protestante: Martin Lutero affigge le sue 95 tesi sul portale della chiesa di Wittenberg
- 1632 – Battesimo di Johannes Vermeer nella chiesa protestante di Delft
- 1749 – Papa Benedetto XIV pubblica la lettera enciclica Gravissimo Animi sulla regolamentazione per l'accesso e il dialogo con i monasteri delle monache
- 1861 – Guerra di secessione americana: adducendo motivi di salute, il generale unionista Winfield Scott si dimette da comandante dell'Esercito statunitense
- 1864 – Il Nevada diventa il 36º Stato degli USA
- 1892 – Arthur Conan Doyle pubblica Le avventure di Sherlock Holmes, raccolta di dodici racconti precedentemente editi su rivista
- 1893 – Italia: entra in vigore il sistema di determinazione del tempo legata ai fusi orari, con una rettifica di 10 minuti rispetto all'ora vigente
- 1912 – The Musketeers of Pig Alley, diretto da D.W. Griffith, debutta come primo film di gangster
- 1917 – Prima guerra mondiale, battaglia di Beersheba
- 1922 – Benito Mussolini forma il suo primo governo con popolari, liberali, un radicale, Armando Diaz e Paolo Thaon di Revel
- 1926 – Il mago Harry Houdini muore di gangrena e peritonite sviluppatesi dall'aggravarsi di un'appendicite
- 1926 – Il quindicenne Anteo Zamboni attenta a Bologna alla vita di Benito Mussolini, manca il bersaglio e viene linciato dalle squadre fasciste
- 1936 – Vengono costituiti i Boy Scouts delle Filippine
- 1938 – Grande depressione: nel tentativo di ripristinare la fiducia degli investitori, la New York Stock Exchange svela un programma in quindici punti, mirato a migliorare la protezione del pubblico investitore
- 1940 – Seconda guerra mondiale, fine della battaglia d'Inghilterra: il Regno Unito evita l'invasione tedesca della Gran Bretagna
- 1941
  - Dopo 14 anni di lavoro, viene completato il monumento del Monte Rushmore
  - Seconda guerra mondiale: il cacciatorpediniere USS Reuben James (DD-245) viene silurato da un U-Boot (lo U-552 al comando di Erich Topp) tedesco nei pressi della costa islandese, moriranno più di 100 marinai statunitensi
- 1946 – L'Irgun e la Banda Stern, formazioni paramilitari e terroristiche ebraiche, portano a compimento un grave attentato contro l'ambasciata britannica a Roma
- 1954 – Guerra d'indipendenza algerina: il Fronte Algerino di Liberazione Nazionale inizia la rivolta contro il governo coloniale francese
- 1956 – Crisi di Suez: Regno Unito e Francia iniziano a bombardare l'Egitto per costringerlo a riaprire il Canale di Suez
- 1961 – In Unione Sovietica, il corpo di Iosif Stalin viene rimosso dal Mausoleo di Lenin
- 1968 – Guerra del Vietnam: citando progressi nei colloqui di pace di Parigi, il presidente statunitense Lyndon B. Johnson annuncia alla nazione che ha ordinato una cessazione completa di «tutti i bombardamenti aerei, navali e di artiglieria sul Vietnam del Nord», effettiva dal giorno successivo
- 1975 – Il gruppo musicale britannico Queen pubblica in formato 45 giri la canzone Bohemian Rhapsody, considerata fra le più innovative e influenti della musica rock
- 1984 – Il primo ministro indiano Indira Gandhi viene assassinata da due guardie del corpo Sikh; a seguito del suo omicidio a Nuova Delhi scoppiano delle rivolte e quasi 2000 Sikh innocenti vengono uccisi
- 1992 – La Chiesa cattolica riabilita Galileo Galilei dopo la condanna del 1633
- 1997 – Viene istituita la Libera Università di Bolzano
- 1998 – Inizia la Crisi del disarmo iracheno: l'Iraq annuncia che non coopererà più con gli ispettori delle Nazioni Unite
- 1999
  - I capi della Chiesa cattolica romana e della Chiesa luterana firmano una Dichiarazione congiunta sulla dottrina della giustificazione, ponendo fine alla secolare disputa dottrinale sulla natura della fede e della salvezza
  - Il Volo EgyptAir 990, in viaggio da New York al Cairo, si schianta al largo della costa di Nantucket (Massachusetts), uccidendo i 217 a bordo
- 2000 – Viene spento l'ultimo Multics
- 2002
  - Terremoto del Molise: alle ore 11:32 una potente scossa di magnitudo 5.4 della scala Richter provoca il crollo della scuola elementare di San Giuliano di Puglia uccidendo 27 bambini e una maestra; altre due donne, residenti nello stesso paese, restano uccise dalle macerie delle proprie abitazioni
  - Durante il campionato del Madagascar si svolge la partita di calcio tra l'AS Adema e il SO de l'Emyrne, passata alla storia del calcio a causa del suo scarto di reti straordinariamente elevato: 149-0 per l'AS Adema
- 2003
  - Dopo 22 anni di governo in Malaysia, Mahathir Mohamad si è dimesso. È considerato il padre della moderna Malaysia, autore del piano di sviluppo e industrializzazione che ha portato il Paese tra le tigri asiatiche.
  - In Giappone l'esperimento Belle annuncia la probabile osservazione del primo tetraquark, X(3872)
- 2005 – Viene resa pubblica la scoperta di due nuovi satelliti di Plutone: Idra e Notte
- 2011 – La Terra raggiunge il traguardo di sette miliardi di persone

## Nati
Ci sono circa 1 040 voci su persone nate il 31 ottobre; vedi la pagina Nati il 31 ottobre per un elenco descrittivo o la categoria Nati il 31 ottobre per un indice alfabetico.

## Morti
Ci sono circa 510 voci su persone morte il 31 ottobre; vedi la pagina Morti il 31 ottobre per un elenco descrittivo o la categoria Morti il 31 ottobre per un indice alfabetico.

## Feste e ricorrenze

### Civili
Internazionali:
- Festa di Halloween

Nazionali:
- Italia - Giornata mondiale del risparmio (dal 1924)

### Religiose
Cristianesimo
- Giorno della Riforma nelle Chiese luterane
- Sant'Antonino di Milano, vescovo
- Sant'Epimaco di Pelusio, martire egiziano
- San Foillano, abate
- Santa Lucilla di Roma, vergine e martire
- Santa María Isabel Salvat Romero, vergine
- San Quintino di Vermand, martire
- Santo Spiridione di Pečers'k, monaco (Chiesa ortodossa russa)
- San Stachys l'Apostolo, primo vescovo di Bisanzio
- San Volfango di Ratisbona, vescovo
- Beato Cristoforo di Romagna, sacerdote
- Beato Domenico Collins, religioso gesuita, martire
- Beato Giovanni Pantalia, gesuita, martire
- Beata Irene Stefani, missionaria
- Beato Leon Nowakowski, sacerdote e martire
- Beata Maria de Requesens, vergine mercedaria
- Beato Tommaso Bellacci da Firenze, religioso

Druidismo e Wicca
- Samhain (Capodanno celtico)